# Wilhelmstein
La fortezza di Wilhelmstein è una struttura militare costruita su un'isola artificiale del Lago di Steinhuder nell'Hannover. L'ampiezza dell'isola è di 1,25 ettari e venne creata per il conte Guglielmo di Schaumburg-Lippe con intenti militari e per fondarvi poi una famosa accademia militare da lui diretta. Oggi l'isola è un'attrazione turistica anche a causa del museo militare che vi è installato.

## Il possedimento

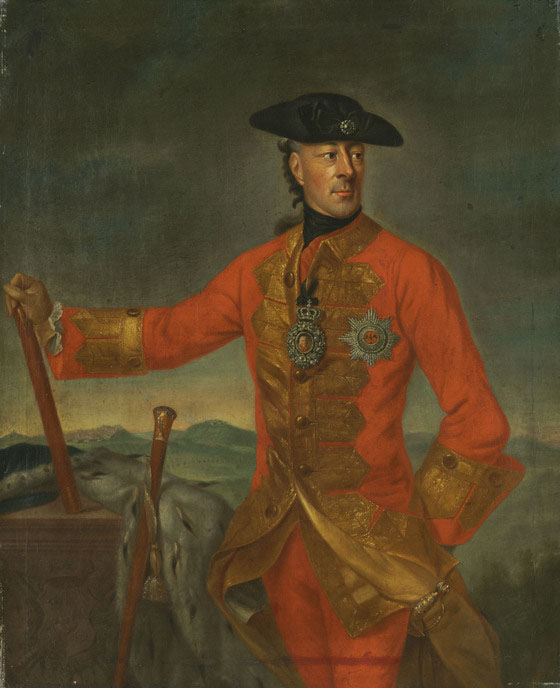
Guglielmo di Schaumburg-Lippe che fece realizzare la fortezza di Wilhelmstein

L'isola sulla quale sorge la fortezza è stata nei secoli precedenti di proprietà diretta della famiglia regnante di Schaumburg-Lippe che la fece realizzare nel Settecento. Oggi il patrimonio dell'isola è amministrato dalla città di Bückeburg in quanto dopo la rivoluzione tedesca del 1918 e la caduta della monarchia, l'ultimo principe decise di donarla per metà allo Stato di modo da evitarne l'esproprio. Con le riforme dell'amministrazione, nel 1974 la restante metà dell'isola venne ceduta dagli eredi della casata al comune locale per la cifra di 5.000.000 di marchi.

## La creazione della fortezza

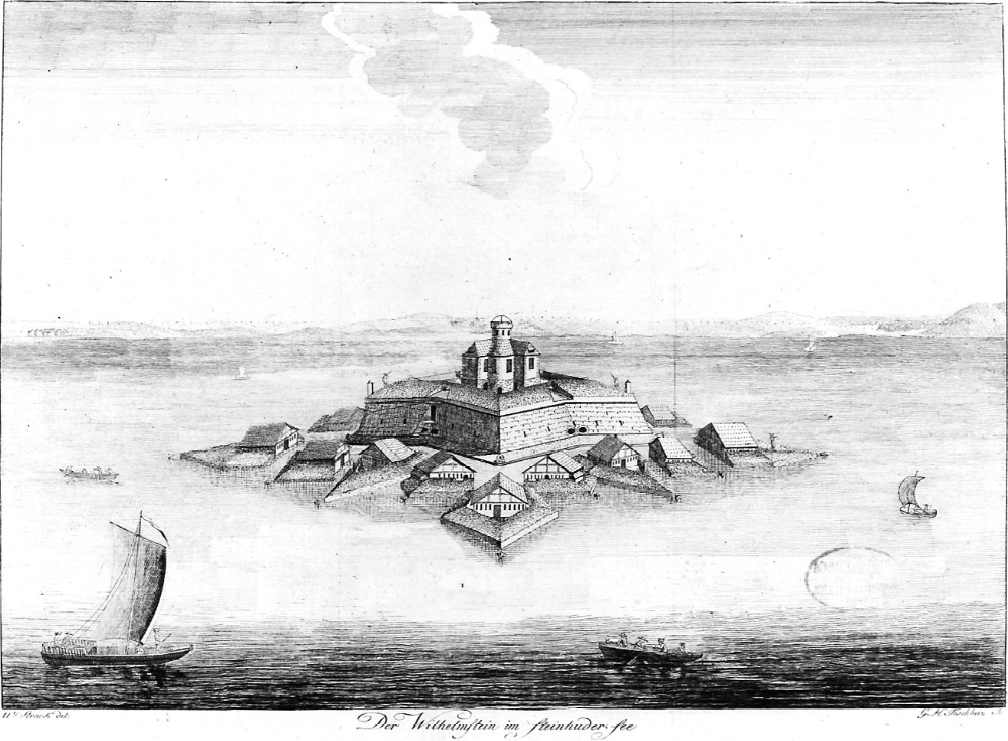
La fortezza in un'incisione del 1787 realizzata da August Wilhelm Strack

Il conte Guglielmo di Schaumburg-Lippe diede ordine di costruire l'isola con il castello tra il 1761 ed il 1767. L'isola-fortezza aveva la tipica forma a stella del sistema di bastioni dell'epoca e nonostante la piccola estensione territoriale che ricopriva, essa era eccezionale per la difesa dello Stato di Schaumburg-Lippe. La contea di appena 17.000 abitanti si serviva infatti di questo bastione per contrastare possibili invasioni da nord e sventare dunque l'annessione da parte di altre potenze esterne. L'esperienza di pianificazione accumulata dal conte Guglielmo durante la Guerra dei Sette anni fecero di questo luogo una fortezza inespugnabile.
La prima pietra per la costruzione della fortezza venne posta nel 1761 in una zona a sud-ovest del lago, a 1,4 km dalla costa. Il progetto di costruzione venne affidato a Wilhelms Insuln. I lavori si protrassero sino al 1765 impegnando in buona parte della manodopera locale che ogni giorno portava 30 metri cubi di materiale come sabbia, ghiaia e pietre per creare la base artificiale su cui poi erigere la fortezza. In estate il materiale veniva trasportato su barche, mentre in inverno quando il lago ghiacciava gli operai trasportavano il materiale su slitte. Per facilitare questi scambi venne costruito anche il canale di Hagenburger della lunghezza di 1,2 km.

### L'assedio del 1787
Alla morte senza eredi del conte Guglielmo di Schaumburg-Lippe e con la successione di suo cugino Filippo Ernesto al trono della casata, si aprì un contenzioso con il langravio d'Assia-Kassel che era intenzionato ad annettere la piccola contea ai propri domini. Fu così che nel 1787 egli dichiarò guerra allo Schamburg-Lippe ed inviò 2.800 uomini (grazie anche all'alleanza con l'Hannover) ad assediare l'isola sulla quale si attestavano 150 soldati della contea. La potenza di fuoco della fortezza di Wilhelmstein riuscì a tenere a bada le grandi navi e gli uomini del langraviato che a questo punto decisero in un primo momento di attuare la tecnica di lasciar morire di fame gli assediati, ma date le strutture presenti sull'isola questa tecnica si rivelò un fallimento. Gli assedianti a questo punto abbandonarono l'impresa e l'indipendenza della contea venne assicurata.

## Descrizione dell'edificio

### La fortezza
L'isola al momento della sua costruzione era molto più piccola dell'attuale ed era composta essenzialmente da una collinetta a forma di stella con quattro bastioni e una cittadella centrale. Mentre le pareti esterne erano realizzate in pietra, all'interno vennero utilizzati dei mattoni. I soldati erano alloggiati in casematte all'interno della fortezza e i magazzini di cibo e munizioni erano posti in luoghi sicuri lontani dal fuoco nemico. Sopra le casematte era eretto un castello con gli alloggi per gli ufficiali del corpo. Sulla locale torre, dal 1774, venne impiantato anche un osservatorio.

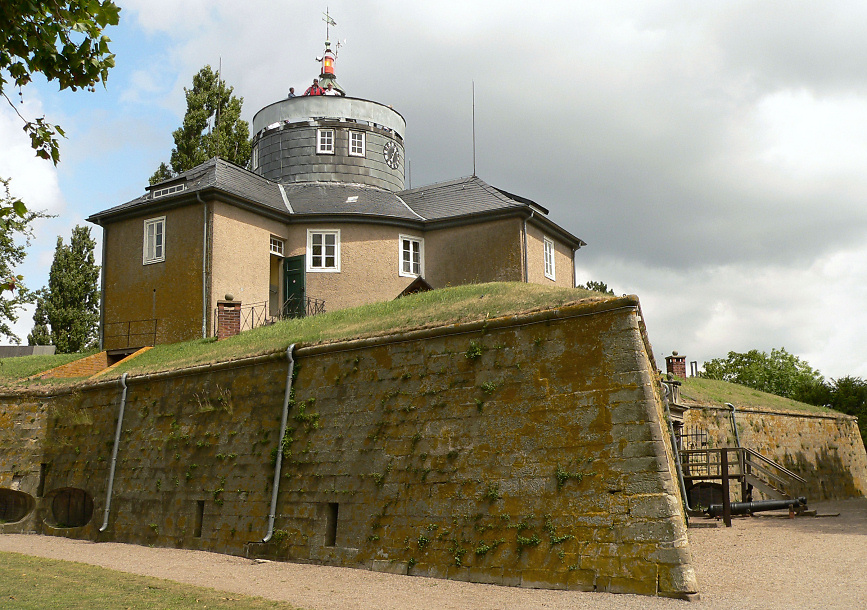
La fortezza con sopra il castello e la torre
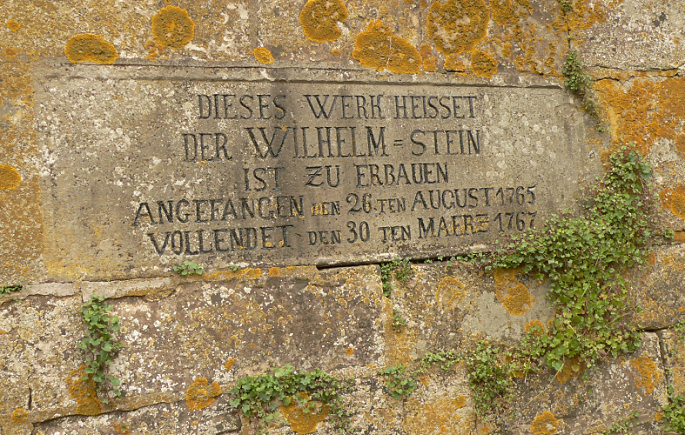
Muratura della fortezza con lapide commemorativa
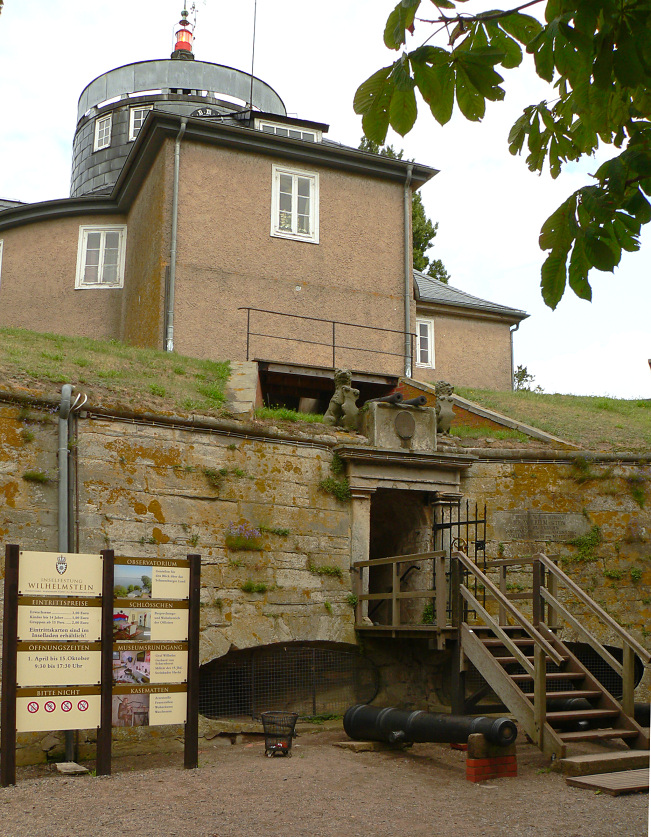
L'entrata della fortezza
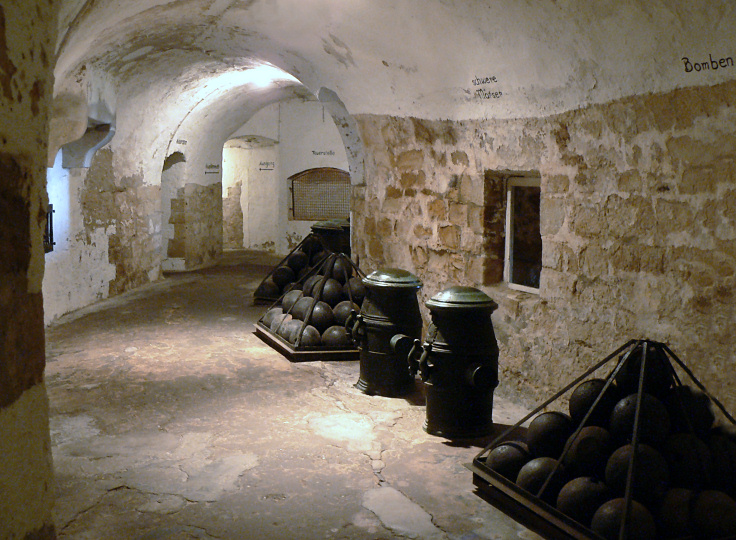
Una casamatta della fortezza

### Le fabbriche esterne
Intorno all'isola, vennero costruite altre 16 isole di modeste dimensioni per accogliere delle fabbriche, inizialmente posizionate su pali di legno con travi a vista. All'esterno vi erano quattro bastioni, quattro rivellini e otto piccole torri. Le fabbriche erano collegate tra loto tramite ponti levatoi con l'isola-fortezza al centro. Su di esse si trovavano delle postazioni con cannoni fissi oltre a un ospedale, sale di studio, un mulino a vento e tutto quanto era necessario per il sostentamento della fortezza anche per diversi mesi in caso di necessità. Nella parte sud-ovest si trovava un piccolo porto ancora oggi utilizzato per le imbarcazioni che giungono all'isola. Su una di queste isole il conte aveva anche un giardino sperimentale personale.
Già dopo pochi anni dalla loro costruzione, essendo realizzate con materiali diverse dalla fortezza, le strutture esterne iniziarono a decadere rapidamente anche a causa dell'azione erosiva dell'acqua e delle mareggiate. Già nel 1772 gli isolotti vennero rinforzati con riempimenti di sabbia e pietre, ma questo ancora non fu sufficiente e molte di queste aree vennero integrate direttamente all'isola centrale attorno al 1810 riempiendo gli spazi precedentemente occupati dai ponti levatoi. Delle isole originarie oggi ne sopravvivono solo 9 (una che accoglieva i marinai, una i sergenti, una i membri dello staff, una le caserme, una le forge, una l'infermeria e altre due di servizio). Gli edifici non sono quelli originali del Settecento ma sono repliche della metà del XIX secolo.

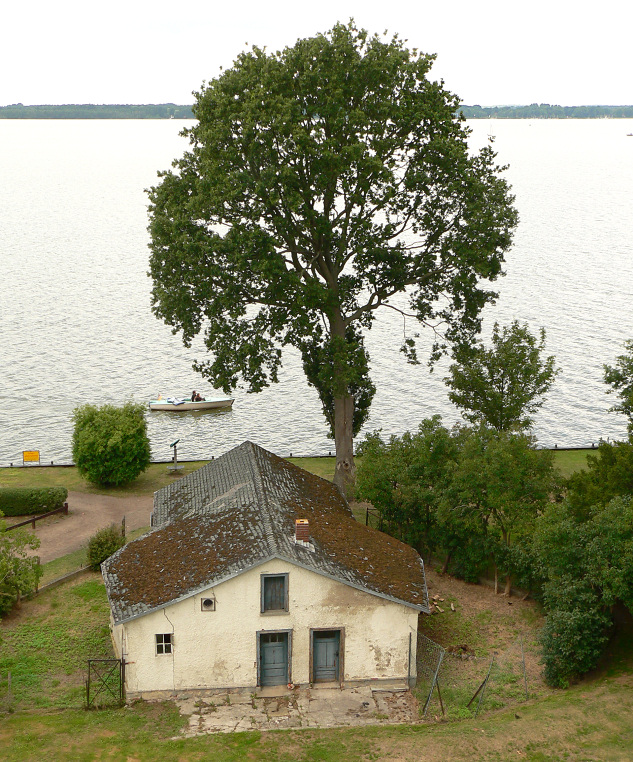
Veduta di alcune strutture esterne sulle isole
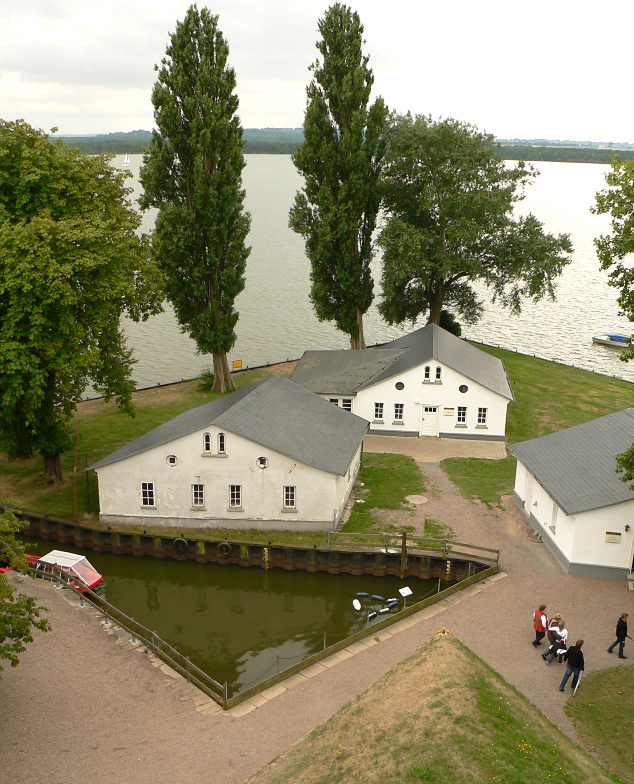
Alcune piccole abitazioni

## Armamento ed equipaggiamento
La fortezza godeva dalla sua costruzione dell'equipaggiamento migliore per la sua epoca. Nel 1777 vennero registrati 166 cannoni presenti sull'isola e tra loro si trovavano sei Zwölfpfünderkanonen di discreta gittata. Attorno al 1850 il numero dei cannoni venne ridotto a 100 per questioni di costo. Lungo le quattro feritoie nelle mura esterne i cannoni vennero definitivamente incorporati nelle pareti.
All'interno della fortezza potevano trovare posto 800 soldati anche se la forza normale di soldati fissi era inizialmente di 250 elementi, passati poi a 150 ed infine a soli 22 a metà Ottocento.
Il servizio militare nella fortezza non era sicuro a livello di salute: l'umidità, infatti, causava spesso raffreddori e reumatismi ai soldati presenti. Per questo scopo, in tempo di pace, venne stabilito un servizio massimo di dieci giorni sull'isola con l'obbligo poi di alloggiare a terra per i successivi dieci giorni dopo la permanenza. Inoltre, sull'isola venivano assunte anche le mogli dei soldati per il periodo della loro permanenza per la lavatura degli abiti e altri lavori domestici. In inverno l'isola era temporaneamente separata dalla terraferma in quanto il lago, ricoperto dal ghiaccio, non era navigabile. Di conseguenza durante il periodo estivo venivano accumulate grandi quantità di cibo e proiettili nella fortezza che poi erano utilizzati nel periodo di stallo invernale.

## Funzioni

### L'accademia militare
Con il completamento della fortezza nel 1767, il conte Guglielmo vi stabilì un'accademia militare per il genio e l'artiglieria. La scuola servì per la formazione degli ufficiali e degli uomini d'artiglieria nonché dei pionieri. Gli studenti vivevano alternativamente tra l'isola e Steinhude. Tra le materie insegnate ricordiamo balistica e tattica ma dal 1770 vennero introdotte anche materie più generali come fisica, medicina, chimica, storia e lingue straniere. Nei primi 10 anni di esistenza dell'accademia vennero forgiati 44 ufficiali tra i quali il più famoso è indubbiamente il famoso generale prussiano Gerhard von Scharnhorst che fu tra i principali riformatori militari a cavallo tra XVIII e XIX secolo. Egli iniziò il suo servizio sull'isola nel 1773 all'età di 18 anni per uscirne con la medaglia d'oro qualche anno dopo. Dopo la morte del conte Guglielmo, succeduto dal cugino Filippo Ernesto, la scuola venne trasferita definitivamente a Bückeburg dove venne poi dissolta nel 1787. Fu sull'isola che nel 1772 venne tra l'altro realizzato il primo prototipo di sottomarino realizzato in Germania, il cosiddetto Luccio di Steinhuder.

### Il carcere
Dopo la morte del conte Guglielmo nel 1777 e la dissoluzione dell'accademia nel 1787, l'isola divenne in gran parte inutile per gli scopi bellici e venne riconvertita in prigione per la contea di Schaumburg-Lippe. Nel 1815 la media degli imprigionati era di circa 10 uomini, ma nel giro di 80 anni il numero crebbe sino a 300. Dati gli inconvenienti che l'isola presentava in inverno, alcuni criminali vennero sepolti direttamente sull'isola. Nel 1867 la prigione venne definitivamente chiusa e gli ultimi prigionieri vennero trasferiti sulla terraferma.

### L'isola oggi
Dopo la fine dell'utilizzo dell'isola come carcere da metà Ottocento, il turismo sull'isola è notevolmente aumentato a tal punto che oggi essa è unicamente un'attrazione del posto. Già nell'Ottocento importanti personaggi come Johann Gottfried Herder, Friedrich de la Motte Fouqué, Girolamo Bonaparte e l'imperatore Guglielmo I di Germania vi si recarono in visita per ammirare la struttura.
Dopo l'apertura nel 1898 della vicina ferrovia di Steinhuder il turismo aumentò ancora di più sull'isola e anche il numero di pescatori che vi facevano appoggio durante le loro uscite aumentò.
Tra il 2005 ed il 2009 il comune, grazie all'impegno del principe Alessandro di Schaumburg-Lippe, ha avviato dei lavori di ristrutturazione degli edifici che hanno portato alla creazione di una caffetteria, un negozio di souvenir, sale riunioni ed alcuni alloggi per i turisti per rendere più appetibile il turismo in loco. Su un'isola è stato aperto un parco naturale e sono ad oggi circa 80.000 i visitatori che ogni anno visitano l'isola.
L'intera fortezza è oggi un museo con armi, mappe e cannoni d'epoca che ripercorrono gli ambienti della fortezza antica oltre ad alcuni ambienti che sono stati ricreati fedelmente.